# Sheila McCarthy
Sheila McCarthy (Toronto, 1º gennaio 1956) è un'attrice canadese.

## Biografia

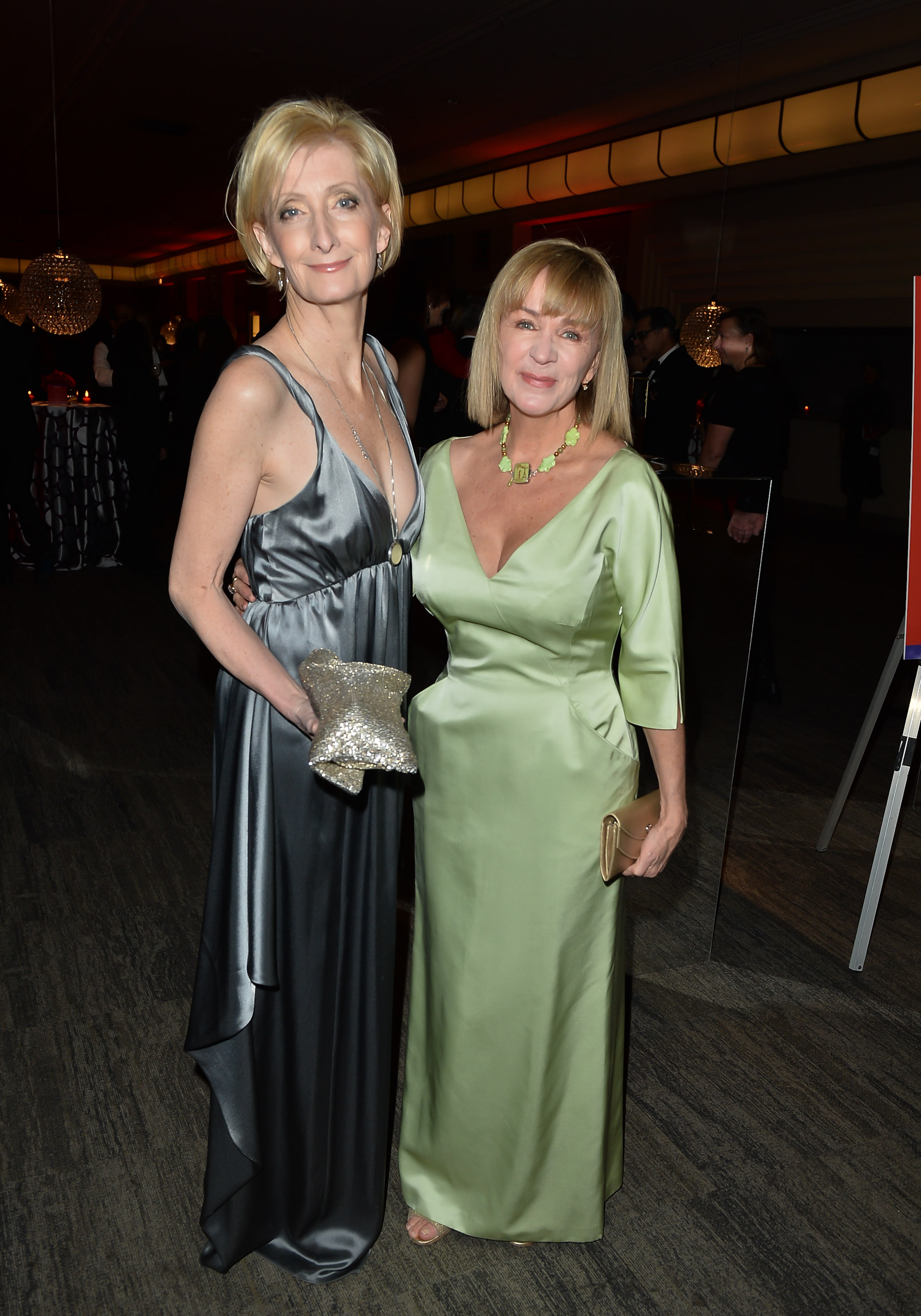
Sheila McCarthy e Debra McGrath nel 2014

Sheila McCarthy è nata a Toronto il 1º gennaio 1956. La sua prima apparizione sul palco è stata all'Elgin Theatre di Toronto in Peter Pan a 6 anni. In seguito ha frequentato l'Università di Victoria e ha trascorso un anno a studiare con l'influente insegnante di recitazione Uta Hagen nel suo HB Studio a New York.
Ha proseguito la sua carriera come attrice televisiva nel suo paese di origine: il suo primo ruolo importante al cinema è stato quello di protagonista nel film A Nest of Singing Birds, per il quale ha ricevuto una nomination al Gemini Award per la migliore attrice protagonista in un film drammatico. Nello stesso anno, ha vinto il Genie Award come migliore attrice per il film Ho sentito le sirene cantare,. Sheila McCarthy è una delle attrici canadesi più premiate, avendo vinto due Genie Awards (per il cinema), due Gemini Awards (per la televisione) e due Dora Awards (per il teatro), oltre ad aver ottenuto numerose nomination.
A teatro, McCarthy ha recitato in La piccola bottega degli orrori, Amleto, Cabaret, Guys and Dolls, Anything Goes e Lettere d'amore.
È anche un'esperta doppiatrice, avendo interpretato le voci dei personaggi in Free Willy, Il fantastico mondo di Richard Scarry, La storia infinita e Bad Dog - Un cane che più cane non c'è.

## Vita privata
Sheila McCarthy è stata sposata con l'attore Peter Donaldson, fino alla morte di quest'ultimo avvenuta l'8 gennaio 2011 per un cancro: hanno avuto due figlie, Drew e Mackenzie Donaldson, quest'ultima impegnata nel mondo dello spettacolo come produttrice.
Sheila McCarthy è portavoce dell'associazione canadese "The Quilt Project", che si occupa di supporto per le famiglie colpite da cancro al seno.

## Filmografia

### Cinema
- A Nest of Singing Birds, regia di Eric Till (1987)
- Ho sentito le sirene cantare (I've Heard the Mermaids Singing), regia di Patricia Rozema (1987)
- Gandahar, regia di René Laloux (1988)
- 58 minuti per morire - Die Harder (Die Hard 2), regia di Renny Harlin (1990)
- Uno sconosciuto alla porta (Pacific Heights), regia di John Schlesinger (1990)
- White Room, regia di Patricia Rozema (1990)
- La strada per il paradiso (Paradise), regia di Mary Agnes Donoghue (1991)
- A scuola di ballo (Stepping Out), regia di Lewis Gilbert (1991)
- Montreal Stories (Montréal vu par...), film corale (1991)
- The Lotus Eaters, regia di Paul Shapiro (1993)
- Arresti familiari (House Arrest), regia di Harry Winer (1996)
- Due cuori e una cucina (Rare Birds), regia di Sturla Gunnarsson (2001)
- Duct Tape Forever, regia di Eric Till (2002)
- Quanto è difficile essere teenager!  (Confessions of a Teenage Drama Queen), regia di Sara Sugarman (2004)
- The Day After Tomorrow - L'alba del giorno dopo (The Day After Tomorrow), regia di Roland Emmerich (2004)
- La diva Julia - Being Julia (Being Julia), regia di István Szabó (2004)
- Geraldine's Fortune, regia di John N. Smith (2004)
- Bailey's Billion$, regia di David Devine (2005)
- Breakfast with Scot, regia di Laurie Lynd (2007)
- The Stone Angel, regia di Kari Skogland (2007)
- Year of the Carnivore, regia di Sook-Yin Lee (2009)
- A Fighting Man, regia di Damian Lee (2014)
- Anything for Jackson, regia di Justin G. Dyck (2020)
- Women Talking - Il diritto di scegliere (Women Talking), regia di Sarah Polley (2022)

### Televisione
- Hangin' In – sitcom, 1 episodio (1982)
- The Littlest Hobo – serie TV, 2 episodi (1984)
- Emily of New Moon – serie TV, 47 episodi (1998-2000)
- Royal Canadian Air Farce – serie TV, 1 episodio (2001)
- La piccola moschea nella prateria (Little Mosque on the Prairie) – serie TV, 91 episodi (2007-2012)
- I misteri di Murdoch (Murdoch Mysteries) – serie TV, episodio 6x11 (2013)
- Saving Hope – serie TV, 1 episodio (2014)
- Orphan Black – serie TV, 1 episodio (2015)
- The Umbrella Academy – serie TV, 11 episodi (2019-2024)

## Riconoscimenti
- Gemini Awards
  - 1988 – candidatura per la miglior attrice protagonista in una serie drammatica per A Nest of Singing Birds
  - 1988 – candidature per la miglior guest star in una serie televisiva per Mount Royal
  - 1993 – miglior attrice protagonista per The Lotus Eaters
  - 1998 – miglior attrice protagonista in una serie televisiva per Emily of New Moon
  - 1999 – candidatura per la miglior attrice protagonista in una serie televisiva per Emily of New Moon
  - 2000 – miglior attrice protagonista in una serie per bambini per Sesame Park
  - 2000 – candidatura per la miglior attrice non protagonista in una serie drammatica per The City